# Lázaro Cárdenas, Sonora
Lázaro Cárdenas är en ort i Mexiko.   Den ligger i kommunen Caborca och delstaten Sonora, i den nordvästra delen av landet, 1 900 km nordväst om huvudstaden Mexico City. Lázaro Cárdenas ligger 25 meter över havet och antalet invånare är 155.
Terrängen runt Lázaro Cárdenas är platt, och sluttar västerut. Runt Lázaro Cárdenas är det mycket glesbefolkat, med 6 invånare per kvadratkilometer. Närmaste större samhälle är Adolfo Oribe de Alva, 4,0 km väster om Lázaro Cárdenas. Trakten runt Lázaro Cárdenas är ofruktbar med lite eller ingen växtlighet.